# Pedicularis ornithorhyncha
Pedicularis ornithorhyncha är en snyltrotsväxtart som beskrevs av George Bentham. Pedicularis ornithorhyncha ingår i släktet spiror, och familjen snyltrotsväxter. Inga underarter finns listade i Catalogue of Life.

## Bildgalleri

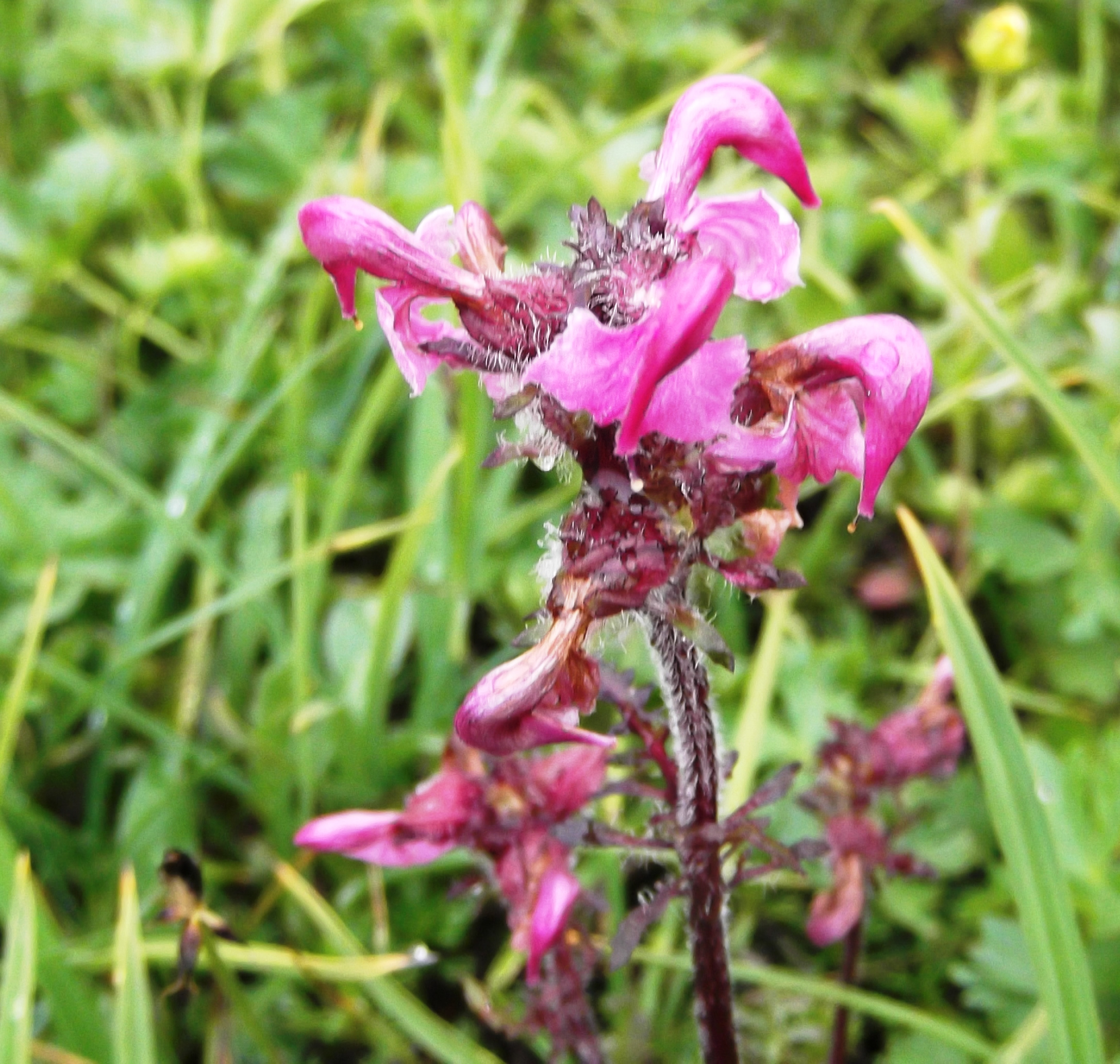
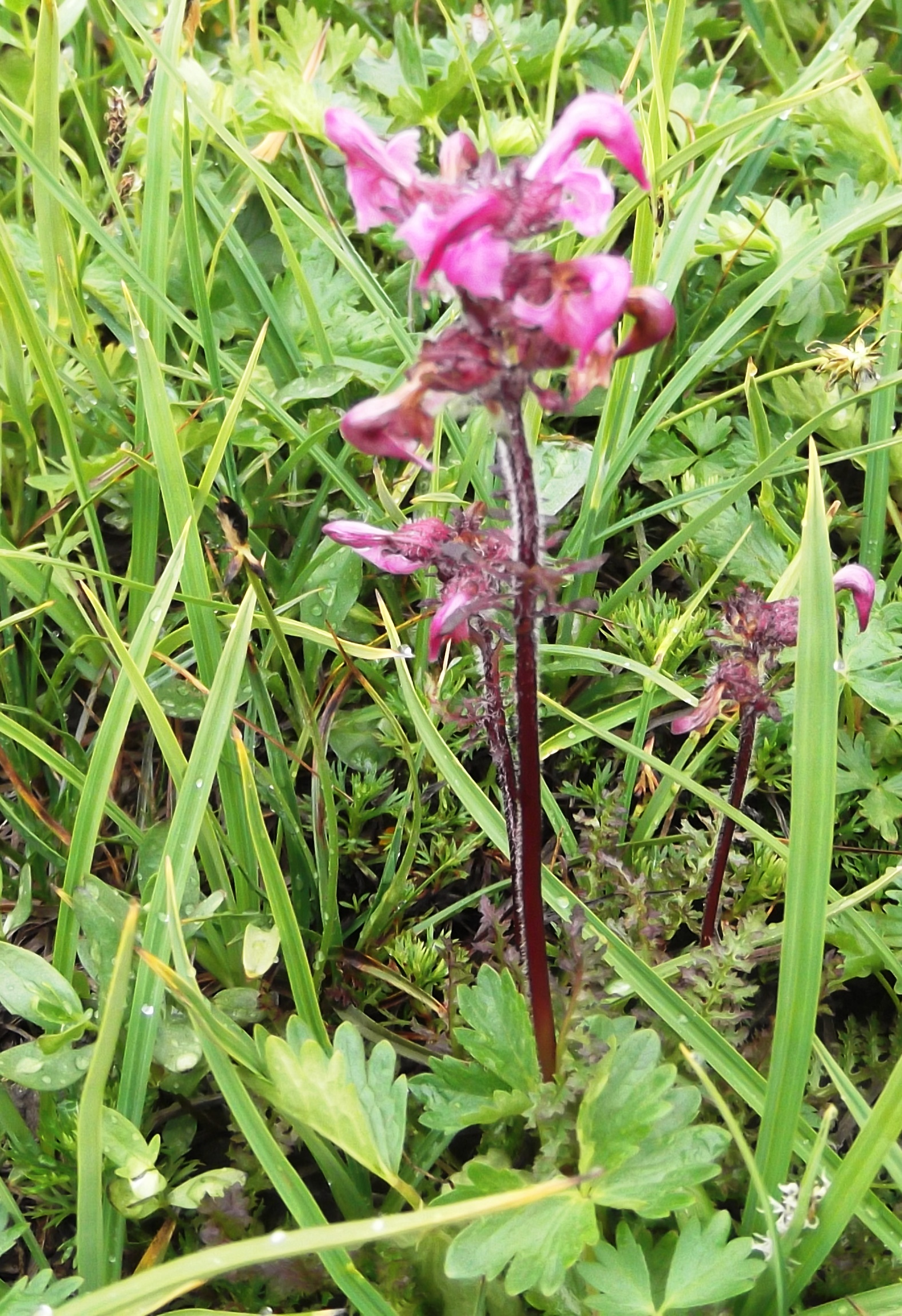
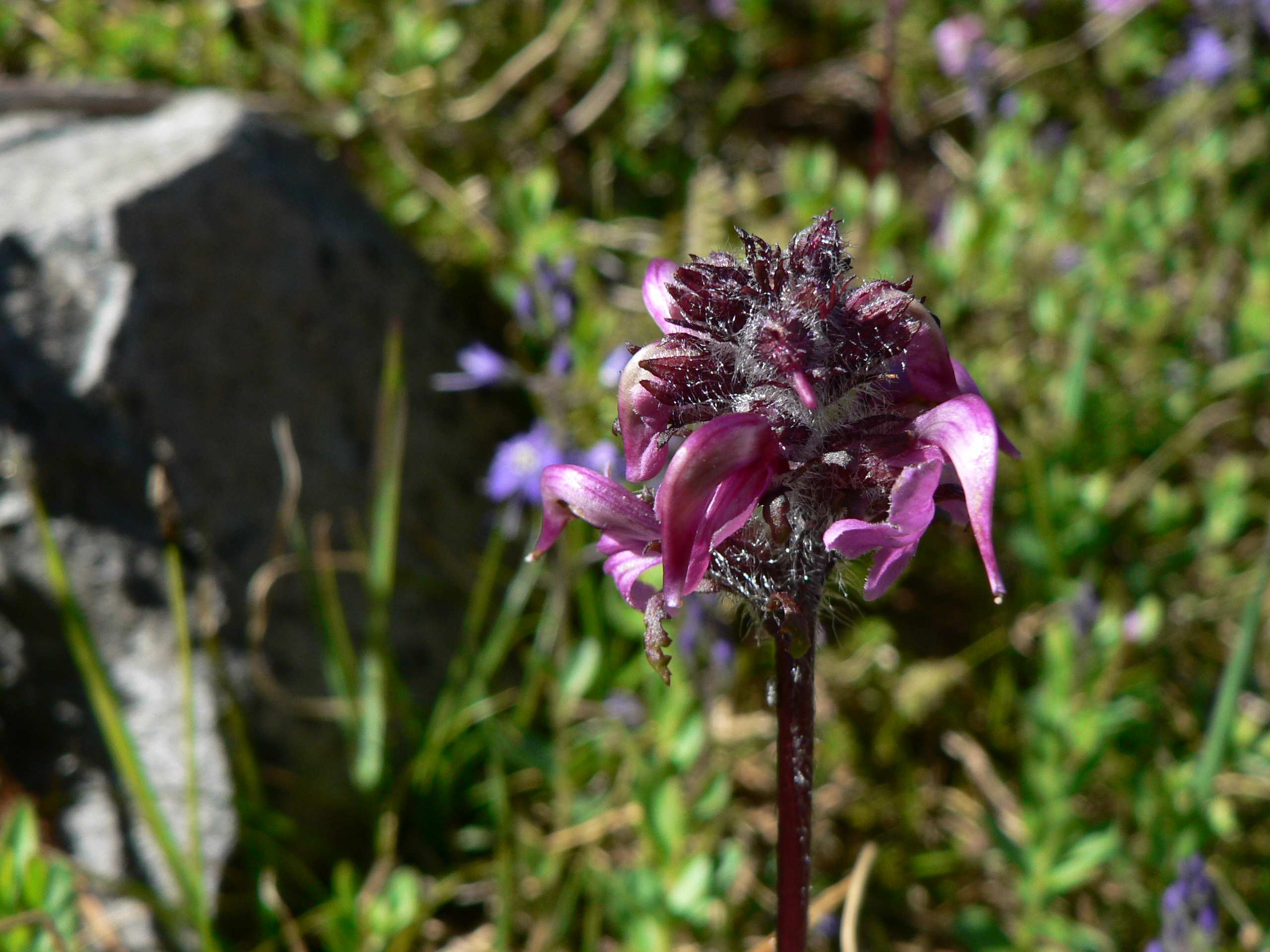
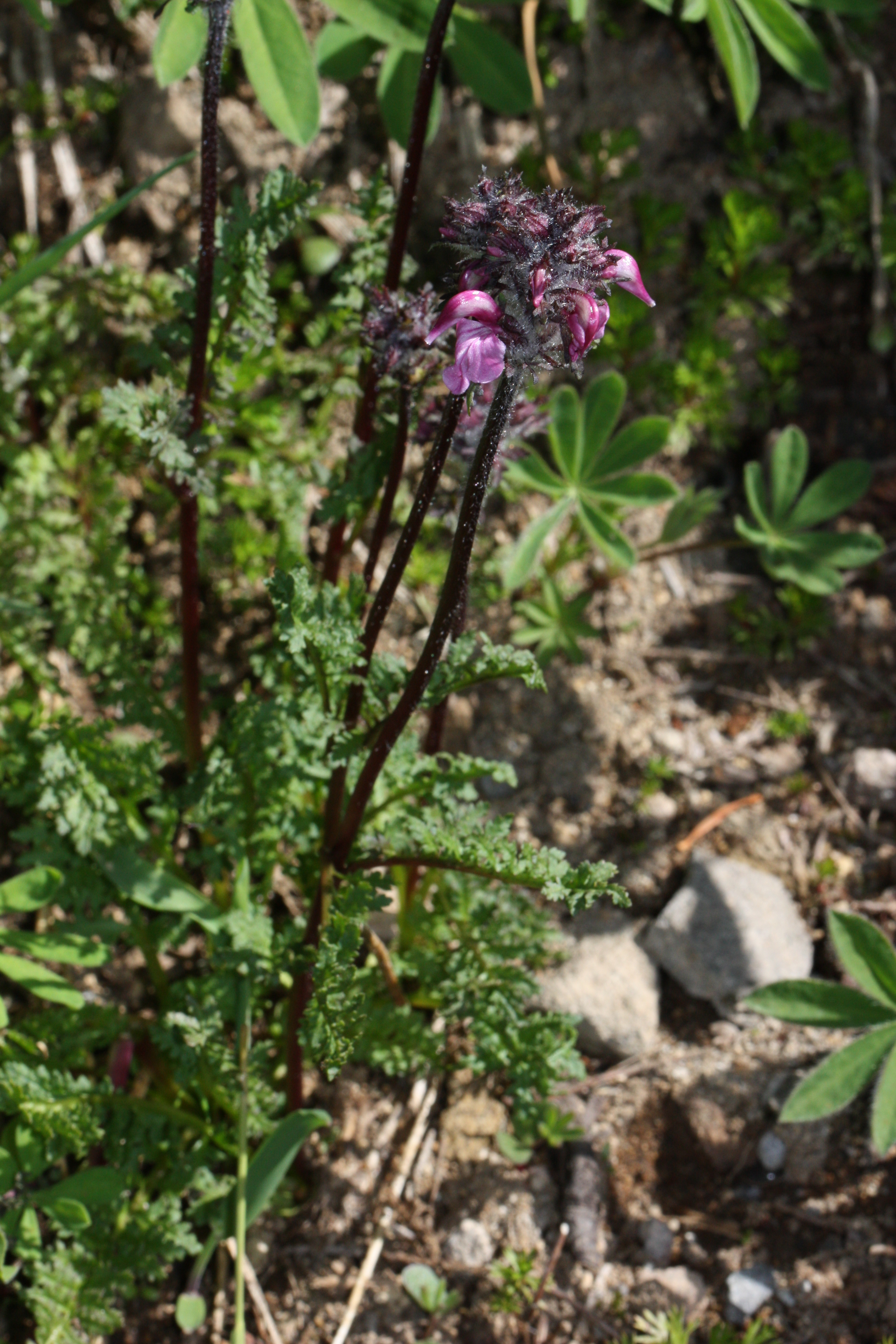
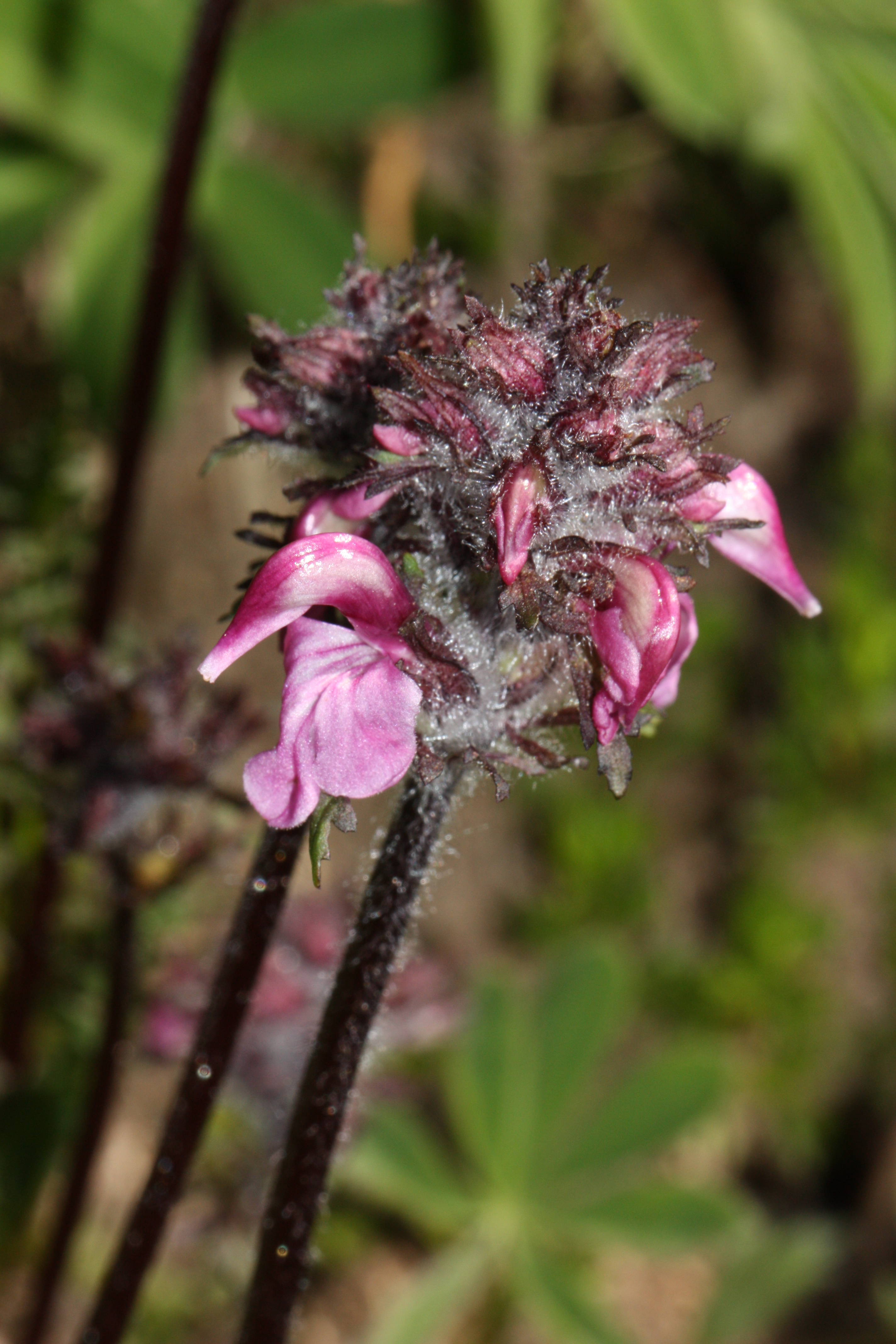
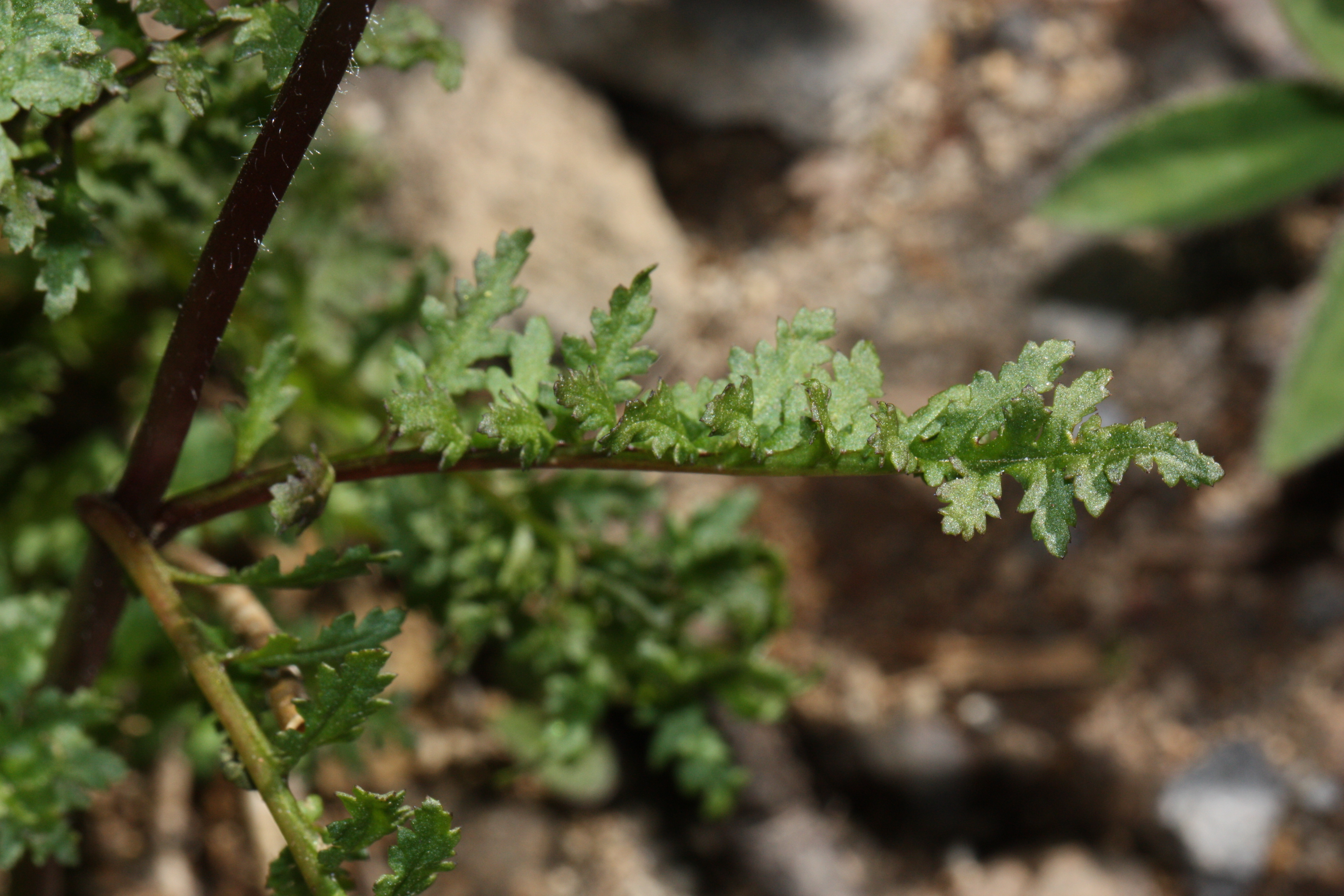